# Punto de bordado

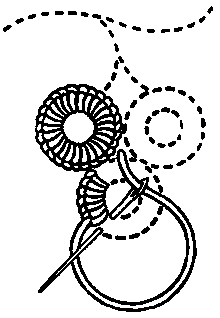
Una ilustración de un punto ojal.

En el lenguaje corriente, un punto en el contexto del bordado o de la costura a mano, se define como el movimiento de la aguja desde la parte trasera de la tela a la parte frontal y su retorno a la parte trasera. La carrera del hilo en el lado frontal así producida, también se llama puntada. En el contexto del bordado, una malla de bordado significa uno o más puntos de sutura, que siempre se ejecutan de la misma manera, formando una figura de aspecto reconocible. Las puntadas de bordado también se llaman puntos de sutura para abreviar.
Las puntadas de bordado son las unidades más pequeñas de bordado. Los patrones de bordado se forman haciendo muchas puntadas de bordado, o bien todas iguales o diferentes, ya sea después de un gráfico cortado en papel, siguiendo un diseño pintado sobre tela o incluso trabajando a mano alzada.

## Puntos comunes
- Puntada recta.
- Puntada atrás o pespunte.
- Punto de cadeneta.
- Punto de ojal.
- Punto de pluma o punto de Creta.
- Punto de cruz.
- Punto anudado.
- Realce o couching.